# Église mixte d'Oberbronn
L'église mixte d'Oberbronn est un monument historique situé à Oberbronn, dans le département français du Bas-Rhin.

## Localisation
Ce bâtiment, édifié au XVe siècle et complété les siècles suivants, est situé à Oberbronn.

## Historique
L'édifice fait l'objet d'une inscription au titre des monuments historiques depuis 1923.

## Galerie

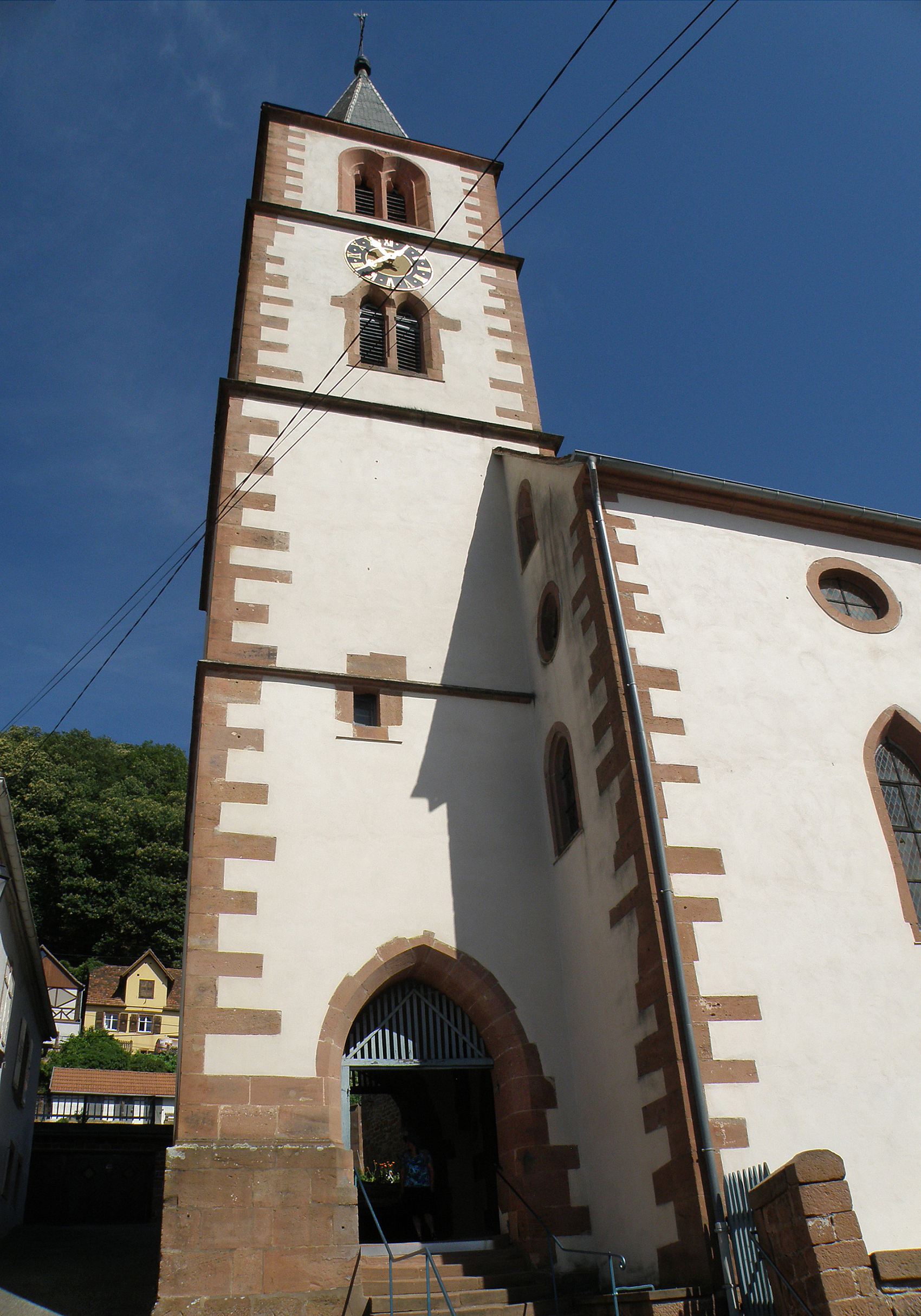
Clocher.
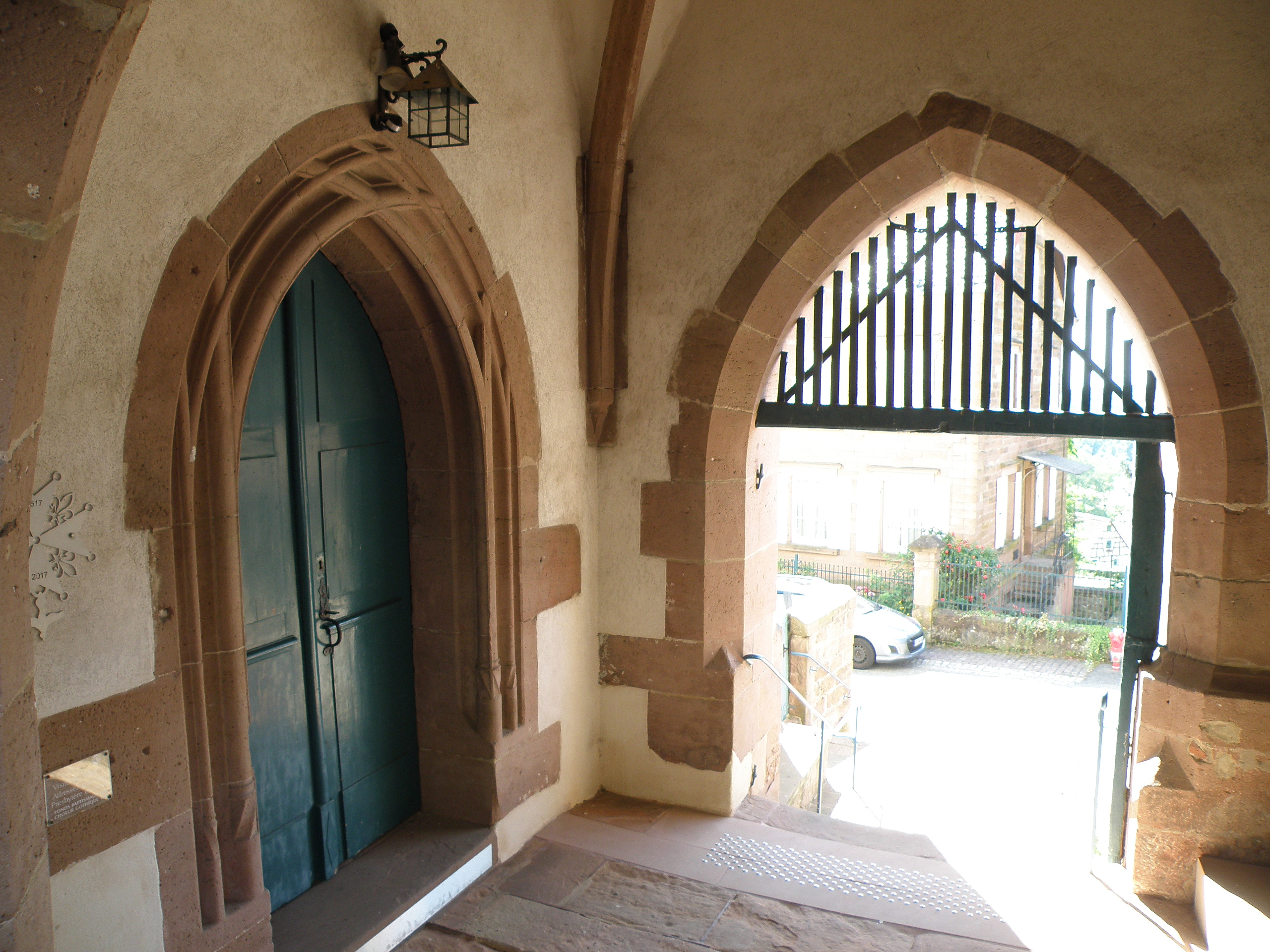
Porche d’entrée sous le clocher.
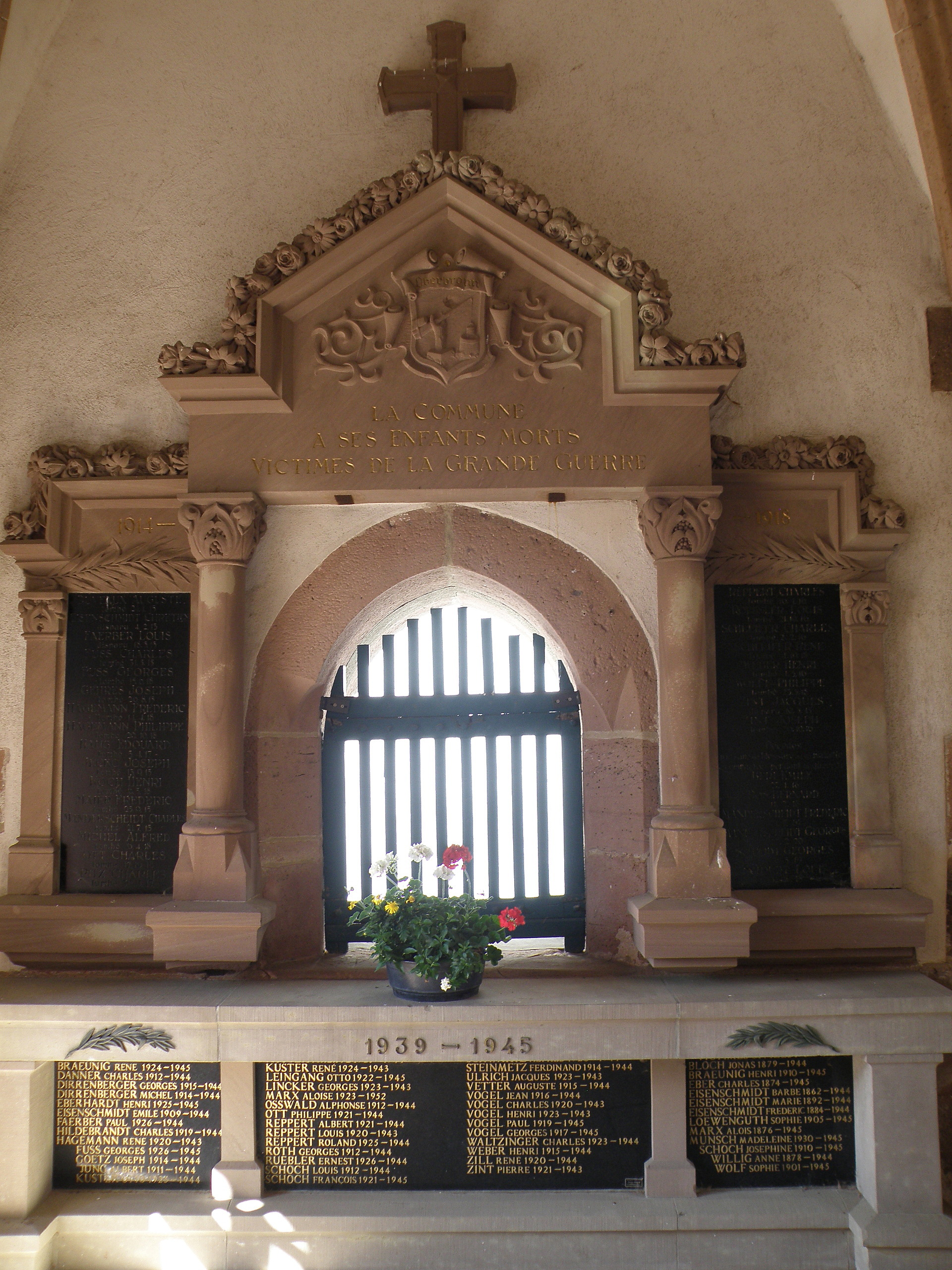
Monument aux morts dans le porche.
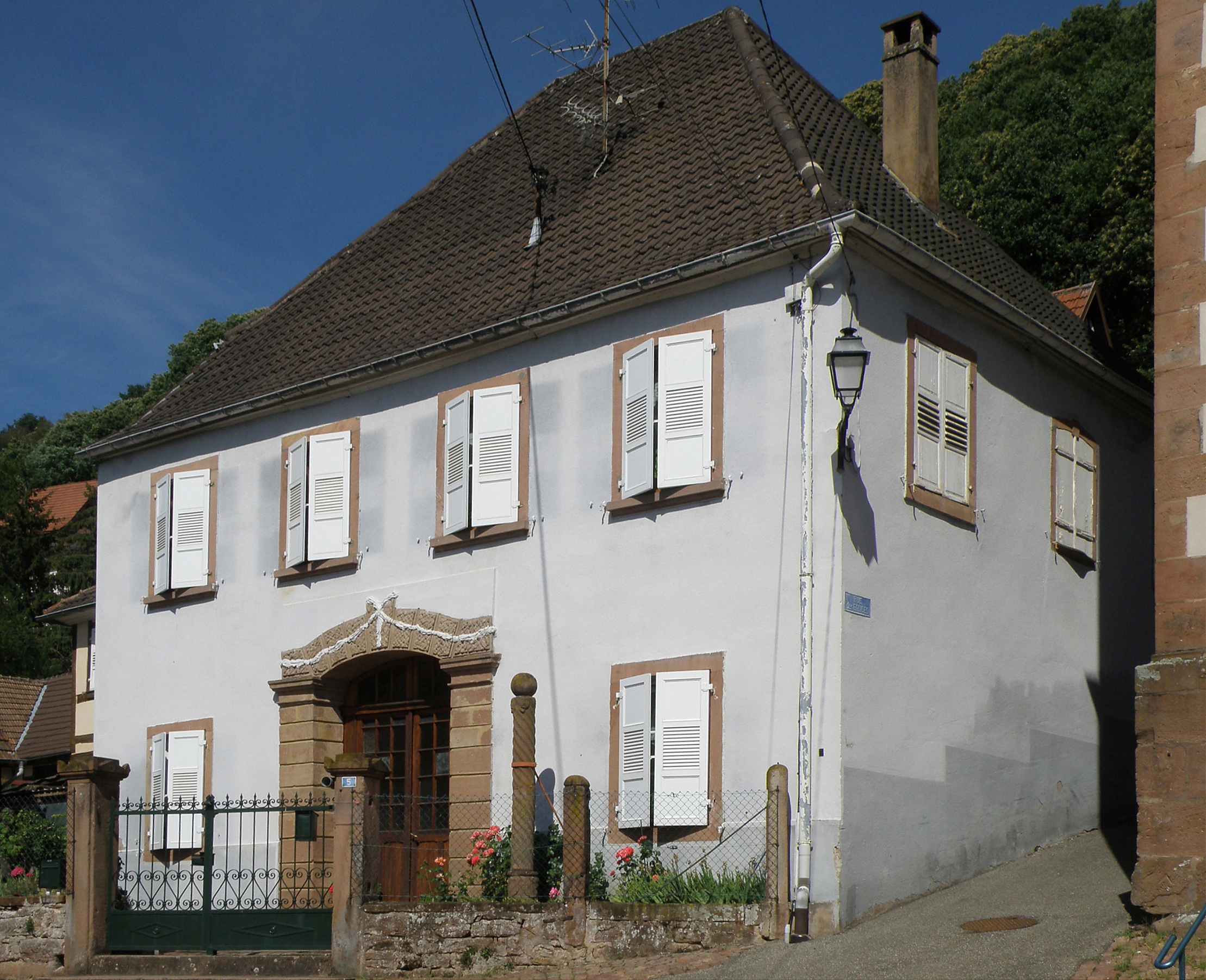
Ancien presbytère à proximité de l’église.